# 藤原朝成
藤原 朝成（ふじわら の あさひら）は、平安時代中期の公卿。藤原北家勧修寺流、右大臣・藤原定方の六男。官位は従三位・中納言。三条中納言と号す。

## 経歴
醍醐天皇の外叔父である藤原定方の子として、天皇在位中に生まれた。延長8年（930年）醍醐天皇崩御の2ヶ月後に元服と同時に従五位下に叙爵され、翌延長9年（931年）侍従に任官する。
天慶元年（938年）左兵衛権佐に任ぜられると、天慶5年（942年）右近衛少将、天慶8年（945年） 左近衛少将、天暦4年（950年）右近衛中将、天暦7年（953年）左近衛中将と朱雀朝から村上朝の半ばにかけて約20年に亘って武官を歴任する一方、天慶6年（943年）従五位上、天慶9年（946年）正五位下、天暦2年（948年）従四位下と順調に昇進した。
天暦9年（955年）8月に藤原北家嫡流の藤原伊尹と同時に蔵人頭に任ぜられ、同年11月に従四位上に叙せられる。天徳2年（958年）伊尹に先んじて参議に任ぜられ公卿に列した。議政官の傍らで、勘解由長官・右衛門督・中宮大夫を兼帯し、応和2年（962年）正四位下、康保4年（967年）従三位と昇進を重ねた。しかし、10年以上参議のまま留まり、この間には兄の中納言・朝忠を亡くしたほか、康保4年（967年）藤原伊尹、康保5年（968年）藤原頼忠、安和2年（969年）藤原兼家と藤原北家嫡流の後任参議らに中納言昇進で先を越されている。
円融朝の安和3年（970年）権中納言、翌天禄2年（971年）に中納言に至る。天延2年（974年）自身が比叡山西麓に創建した仏性院で薨去。享年58。最終官位は中納言従三位兼行皇太后宮大夫。

## 逸話
のちに摂政となる藤原伊尹と官職を争って敗れ、伊尹とその子孫に祟る怨霊となったとされる逸話が諸書にある。醍醐天皇の外戚である高藤流の朝成が、冷泉天皇以降の新しい外戚として勢力を伸長させる九条流の伊尹に対して強い憤懣を持っていたことが想定される。
- 一条摂政（伊尹）と参議任官を競って望んだ際[2]、朝成は伊尹を用いるべきでない理由をあれこれ述べていた。のちに、欠員が発生した大納言への任官希望を伝えようとして、朝成は一条摂政の邸宅に参上した。大臣（伊尹）はすぐには会わず、数時間後にようやく面会したところ、朝成は立って大納言に任ずるべき理由をひとつひとつ申し述べた。大臣はそれには答えず、「宮仕えの道とは、なんとも興味深い事よ。かつて同じ官職を競って望んだ際は、（私のことを）あれこれ言い立てられていたようだが、このたびの（朝成の）大納言への任官は私の心持ち次第なのだ」と言った。朝成は恥ずかしい思いを懐きつつ怒って退出し、牛車に乗る際に先ず笏を投げ入れたが、その笏は中央より破れ裂けていたという。その後、一条摂政が病気となり薨去したが、これは朝成の生霊が原因と噂された。こうした経緯により、一条摂政の子孫は朝成の旧宅に立ち入ることを避けたという。この邸宅は三条西洞院にありいわゆる『鬼殿』と呼ばれた。

朝成が一条摂政に対して恨みを抱いた際、足が急に大きく腫れてしまい沓を履くことができず、爪先に沓を引っかけて退出したという。（『古事談』）
- 朝成と一条摂政は同時代の殿上人で、朝成は家柄こそ一条殿と同等ではなかったが、学才も世間の信望もともに卓越した人物であった。この2人が蔵人頭の候補になった際に、朝成は伊尹に対して「殿（伊尹）は今回蔵人頭に任ぜられなくても、世間の人々から外聞が悪いなどと思われるはずがない。後からいつでも思うように任官が叶う身分である。しかしながら、私は今回任ぜられないと、大変惨めなことになってしまうため、このあたりを察して、任官の申請をしないでもらえないか」と依頼したところ、伊尹は同意して、申請しない旨を回答した。朝成は非常に嬉しいことと思っていたが、一条殿がどう心変わりしたのか、何の挨拶もなく蔵人頭に任ぜられてしまった。朝成は「こんな騙し方はないだろう」とひどく忌々しく思って、それ以来二人は仲違いの状態となってしまった。

そのうちに、朝成が一条殿の家来などという者に対して無礼な仕打ちをしたことを一条殿が聞きつけて「たとえ気に入らないとしても思うだけならともかく、なぜ何かにつけて私たちをこのようにばかにするのか、怪しからぬことだ」と憤慨していると聞いて、朝成は弁解をするために一条殿の邸宅を訪れた。このような貴族の方々は自分より身分の高い人のところに参上した際には、「こちらへ」と言われるまでは御殿に上がらず、外に立っている決まりであった。この訪問はちょうど6-7月の非常に暑い盛りで、朝成は従者に取次をさせて中門に立って待っていたが、一向に御殿に上がるよう伝えられず、西日が照りつける中非常に暑い思いをした。そのうちに夜になってしまったため、朝成はやむなく自邸に立ち戻ろうとした際に、憤怒の思いで笏を強く握るとその拍子に笏が音を立てて折れてしまった。朝成は自邸に戻ると「一条殿の一族を永久に根絶やしにしてやる。息子も娘も満足に暮らさせない。これに同情する者があれば、同じように祟ってやろう」と誓って死去した。この憤怒が一条殿の子孫代々に祟る悪霊となったという。（『大鏡』）
なお、実際には、天暦9年（955年）に二人そろって蔵人頭に任ぜられており、また朝成（天延2年（974年））は伊尹（天禄3年（972年））より後に没している。
ほかに、朝成の人物を窺わせる逸話がある。
- 賢明で胆力があり、知識に優れ、また笙を吹くのがうまかったが、大食いで肥満体であった。本人も体重を気にして医師を呼んで減量の相談をしたところ、冬には湯漬け飯、夏は水漬け飯を食べることを勧められた。その後「実行しているのだが、効果がない」と言われた医師が屋敷に出向いて食事のようすを見ると、干瓜十本、鮨鮎三十尾をおかずに、大碗に山盛りにしててっぺんに少し水を垂らした飯が二度ほど箸を回しただけで消えてなくなり「代わりを盛れ」と給仕係に差し出していた。医師はあきれ返り、とても痩せるのは無理だろうと人に語った。医師に見放されてからはさらに体重が増え、相撲取りのような体つきであったという（『今昔物語集』[5]）。

- 朝成が検非違使別当を務めていた頃、中納言への昇進を願って石清水八幡宮に参詣し、神主に対して「強盗百人の首を斬った功労をもって、今度中納言になれるように祈って欲しい」と頼んだ。神主は驚いて「殺生禁断、放生を宗とする八幡神の御心に適わない。どうしてそんなことがお願いできようか」と言って断ろうとした。しかし、朝成は「殺生禁断の事は八幡神の御託宣にもあるから知っている。ただしその託宣の最後に『悪人が出た際、国家を思う臣が悪人を成敗する場合はこの限りではない』とあるので、八幡神に対して中納言への昇進を祈祷せよ」と押し通した。神主は仕方なく神にその旨申しあげた結果、朝成は中納言になることができた（『十訓抄』）。

この逸話が事実であれば、薬子の変（大同5年〔810年〕）以降表面上は死刑を行わない慣習であった平安時代において、非常に型破りの人物であったと考えられる。

## 官歴
注記のないものは『公卿補任』による。
- 延長8年（930年） 11月21日：従五位下（氏爵）
- 延長9年（931年） 3月13日：侍従
- 天慶元年（938年） 12月14日：左兵衛権佐
- 天慶4年（941年） 4月13日：昇殿
- 天慶5年（942年） 3月29日：右近衛少将[7]
- 天慶6年（943年） 正月7日：従五位上。2月27日：兼近江介
- 天慶8年（945年） 11月25日：左近衛少将
- 天慶9年（946年） 4月6日：昇殿。7月17日：兼備中権介。11月19日：正五位下（大嘗会主基国司）
- 天暦2年（948年） 正月7日：従四位下。2月19日：昇殿
- 天暦3年（949年） 正月24日：兼備後権守
- 天暦4年（950年） 2月1日：右近衛中将[7]
- 天暦7年（953年） 正月29日：左近衛中将、止備後権守[7]
- 天暦8年（954年） 3月14日：兼紀伊権守
- 天暦9年（955年） 8月17日：蔵人頭。11月22日：従四位上（朔旦）
- 天徳2年（958年） 正月30日：兼内蔵頭。閏7月28日：参議、止左近衛中将内蔵頭[7]
- 天徳3年（959年） 正月26日：兼備中権守。7月17日：兼勘解由長官
- 天徳4年（960年） 8月9日：兼近江守
- 応和2年（962年） 正月7日：正四位下
- 応和4年（964年） 2月22日：法隆寺別当
- 康保2年（965年） 12月14日：兼右衛門督。12月8日：検非違使別当
- 康保4年（967年） 9月4日：兼中宮大夫（中宮・昌子内親王）。10月11日：従三位（冷泉天皇御即位次）
- 康保5年（968年） 11月14日：兼伊予権守
- 安和3年（970年） 正月27日：権中納言。2月2日：兼中宮大夫
- 天禄2年（971年） 12月15日：中納言
- 天禄4年（973年） 7月1日：皇太后宮大夫（皇太后・昌子内親王）
- 天延2年（974年） 4月5日：薨去（中納言従三位兼行皇太后宮大夫）

## 系譜
『尊卑分脈』による。
- 父：藤原定方
- 母：藤原山蔭の娘
- 妻：厳子命婦
  - 男子：藤原惟賢
- 生母不詳の子女
  - 女子：藤原脩子 - 村上天皇御匣殿別当
  - 女子：藤原宣孝室 - 藤原隆佐の母